# Клепиков, Георгий Николаевич
Георгий Николаевич Клепиков (30 апреля 1914 — 30 января 1985) — капитан теплохода «Николаевск» Камчатского управления морского флота Дальневосточного морского пароходства, город Петропавловск-Камчатский. Герой Социалистического Труда (1966).

## Биография
Родился 30 апреля 1914 года в селе Джалинда Сковородинского района Амурской области. В 1930 году окончил 7 классов.
По мобилизации райкома комсомола был направлен инструктором «Крайколхозсоюза» в село Албазино Амурской области. В 1932—1934 годах учился на рабфаке, затем два года в политехническом институте во Владивостоке. В 1936—1938 годах проходил действительную службу в Красной Армии, в городе Спасск-Дальний.
После демобилизации поступил в Морской техникум Наркомата Морского Флота СССР, который успешно окончил в 1940 году. Получив диплом штурмана, в 1940—1949 годах работал 3-м, 2-м и старшим штурманом на судах Дальневосточного морского пароходства «Узбекистан», «Ванцетти», «Пугачев», «Трансбалт», «Балхаш» и других. Показал отличное знание штурманского дела и упорство в работе.
В годы Великой Отечественной войны участвовал в перевозках грузов из США во Владивосток, совершая плавания через северную часть Тихого океана. В ночь на 13 июня 1945 года пароход «Трансбалт», на котором Г. Н. Клепиков работал 3-м помощником капитана, был торпедирован американской подводной лодкой «Спейдфиш». Клепиков покинул тонущее судно одним из последних, захватив по приказанию капитана судовые документы и кассу. Моряки парохода «Трансбалт» на шлюпках достигли берегов Японии, откуда были перевезены во Владивосток.
В 1949 году был переведен во вновь созданное Камчатско-Чукотское морское пароходство. Много лет работал в самом северном пароходстве страны. Возглавлял экипажи пароходов «Балхаш» и «Хабаровск», затем пассажирского судна «Гоголь». В мае 1962 года был направлен в город Висмар для приемки и перегона на Дальний Восток нового океанского лайнера «Николаевск». В период кризиса в Карибском море совершил на нём несколько рейсов на Кубу.
В 1964 году окончил Владивостокское высшее инженерное мореходное училище по специальности «инженер-судоводитель». Работая на Дальнем Востоке, капитан Клепиков плавал не только у советских берегов, но и ходил в Хаккодате, доставлял рыбаков в Бристольский залив у Аляски. Судно ежегодно перевыполняло планы перевозки грузов и пассажиров, не раз завоевывало первенство во Всесоюзном социалистическом соревновании. В 1965 году моряки теплохода «Николаевск» были удостоены почетного звания «Экипаж коммунистического труда».
Указом Президиума Верховного Совета СССР от 29 июля 1966 года за досрочное выполнение заданий семилетнего плана по развитию морского транспорта и выдающиеся производственные успехи Клепикову Георгию Николаевичу присвоено звание Героя Социалистического Труда с вручением ордена Ленина и золотой медали «Серп и Молот».
Жил в городе Владивостоке. Скончался 30 января 1985 года.
Награждён орденами Ленина, Трудового Красного Знамени, «Знак Почета», медалями; знаком «Почетному работнику морского флота».